# Please Please Me (pjesma)
Please Please Me je druga singl ploča koju su objavili Beatlesi u Britaniji, i njihova prva ploča izdana u Americi. Please Please Me je također naslov prvog albuma Beatlesa, kojeg su snimili da iskoriste veliki uspjeh singl ploče.Pjesmu je za sastav komponirao John Lennon (iako je zbog ekonomičnosti potpisana kao Lennon/McCartney), iako je na konačan oblik značajno utjecao njihov tadašnji producent George Martin.
Dana 22. veljače 1963. godine pjesma se popela na br. 1 na ljestvicama popularnosti po časopisu New Musical Expressu (najpoznatija top lista u to vrijeme) i Melody Makeru, ali je dosegla samo br. 2 na top listi Record Retailer. Ova lista je danas referentna za Veliku Britaniju i zove se UK Singles Chart, i danas se najčešće citira.
Na originalnoj britanskoj verziji ploče B strana bila je pjesma "Ask Me Why". Isti singl izdan je i u Americi ali nije izazvao nikav veći odjek. Međutim kad je ponovno izdan 3. siječnja 1964. godine, ali ovaj put s pjesmom "From Me to You" na B strani, dospio je na br. 3 američke ljestvice US Hot 100.

## O pjesmi
Sa svojim prvim singlom "Love Me Do" Beatlesi su ostvarili relativno skroman uspjeh, i izvan Liverpoola i Hamburga još uvijek gotovo nitko nije čuo za njih. To je bilo i zato što upravo kad su izdali "Love Me Do" i kad se on popeo na britanske ljestvice, nisu bili u mogućnosti aktivno promovirati svoju ploču, jer su imali ugovoren drugi nastup u Hamburgu. No njihov glazbeni producent, George Martin, osjetio da je treba izdati drugu ploču i odlučio je ići naprijed s drugim singlom.
"Please Please Me" je zato imala potpuno drugačiju povijest. George Martin je u kasnijim intervjuima rekao da je izvorna verzija ove pjesme bila je "prilično dosadna", prespora i kao takva bi imala malo izgleda da bude veliki hit. Čak je izjavio: "da se dvoumio da za drugu ploču izda njihovu ranije snimljenu skladbu "How Do You Do It?", skladatelja Mitcha Murrayja". Na to su mu Beatlesi rekli kako njih jedino zanima snimanje i izdavanje vlastitog materijala.
George Martin je na kraju pokazao sluh za njihove želje i odslušao drugu verziju "Please Please Me".
Lennonova prva inačica pjesme "Please Please Me", bila je nešto poput bluesa, sporog tempa. Lennon je kasnije rekao: 
»Sjećam se dana kad sam to napisao, slušao sam Roya Orbisona kako pjeva svoju "Only Lonely", ili tako nešto, a ja sam oduvijek htio nešto smućkati na riječi pjesme Binga Crosbya "Molim te prisloni uho na moje molbe", igru riječi s dvostrukom uporabom riječi molim. Tako je moja "Please Please Me" ispala kombinacija Roya Orbisona i Binga Crosbya.«
Izvorna pjesma bila je glasovno oskudna, bez neke harmonijske igre ili odgovora, a nije imala niti uvodni dio s usnom harmonikom. 
Kad ju je prvi put čuo George Martin rekao je: "to treba dobro začiniti" i odmah zatim upitao Beatlese neka razmotre veće promjene na kompoziciji, uključujući i ubrzanje tempa. Kad su se vratili u studio, 26. studenoga 1962. godine, aranžman pjesme bio je radikalno izmijenjen, a nakon nakon što su 18 puta snimili, George Martin rekao je da će to biti njihov prvi veliki hit.

## Izvođači
1. John Lennon - pjevač, usna harmonika, ritam gitara
2. Paul McCartney - pjevač, bas-gitara
3. George Harrison - pjevač, solo gitara
4. Ringo Starr - pjevač, bubnjevi